# Ахмедов, Манучехр Муратович
Манучехр Муратович Ахмедов (тадж. Манучеҳр Муротович Ахмедов; 28 октября 1992, посёлок Нефтеабад, Исфаринский район, Согдийская область, Таджикистан) — таджикский футболист. Защитник клуба «Худжанд» (Худжанд).

## Клубная карьера
Отец привёл его в исфаринский клуб «Зарбдор». Его первым тренером был Нумонджон Абдуназаров. Позднее играл за исфаринские клубы «Исфара» и «Вавилон».
Тренировался у Осима Бобоева и Сухроба Сабурова в худжандском «Сомонкоме», в составе которого впервые принял участие в чемпионате области.
В 2011 году тренер «Парвоза» Хамид Каримов пригласил его в свою команду.
На следующий год Хамид Каримов встал у руля одного из лучших клубов Таджикистана — «Худжанда» и пригласил Манучехра в эту команду.
13 марта 2012 г. официальный сайт клуба сообщил о подписании контракта с несколькими игроками, в числе которых числился Манучехр Ахмедов. В 2012 году в матче 1-го тура между командами «Энергетик» и «Худжанд» Ахмедов забил тысячный гол «Худжанда» в высшей лиге.
В 2014 году стал лучшим бомбардиром клуба с семью мячами. Два из них он забил прямым ударом с углового, а три из штрафных ударов. Во многих матчах голы Ахмедова были решающими. По итогам сезона 2014 г. СИА «Варзиш-Спорт» подвёл итоги опроса среди болельщиков. Ахмедов занял первое место в номинации «Лучший защитник».
Осенью 2015 года подписал контракт с клубом Аль Ахли из города Манама (Бахрейн).
29 декабря 2015 года официальный сайт Федерации футбола Таджикистана сообщил о расторжении контракта Ахмедова с бахрейнским клубом.
В январе в составе «Худжанда» начал подготовку к отборочному матчу за выход в групповой этап Кубка АФК. 4 января был включен заявку «Худжанда» для участия в Кубке АФК-2016.
После проигрыша в первой встречи четвертьфинального матча со счетом 1:3 «Регару» 27 сентября в ответном матче капитан команды Ахмедов на 90+5-й минуте забил гол, изменив счет матча на 2:0 и тем самым вывел свою команду в полуфинал Кубка Таджикистана. В полуфинальных встречах с фархорским «Хосилотом» Ахмедов забил два гола с пенальти, но Худжанд проиграл с общим счетом — 3:5.

## Карьера за сборную
За сборную Таджикистана дебютировал 13 октября 2015 года, в матче против сборной Иордании в рамках квалификации чемпионата мира 2018. Сыграл с первых минут и был вынужденно заменен на 75 минуте матча.